# Nachal Tut
Nachal Tut (hebrejsky: נחל תות, arabsky: Vádí Milk, v přepisu do hebrejštiny ואדי מילק) je vádí v Izraeli, v pahorkatině Ramat Menaše jižně od Haify.
Začíná v nadmořské výšce okolo 250 metrů poblíž vesnice Eljakim. Směřuje pak k jihozápadu, přičemž údolím podél něj probíhá dálnice číslo 70, jejíž úsek v této oblasti bývá někdy označován jako Derech Vádí Milk (דרך ואדי מילֶ‏ק). Vádí Milk v tomto významu označuje nejen vlastní vodní tok ale i dopravní tah spojující pobřežní planinu a Jizre'elské údolí. Analogicky jako v případě o něco více na jihu ležícího Vádí Ara. Severně od vesnice Ramot Menaše, poblíž pramene Ejn Tut, byla počátkem 21. století navíc do dálnice číslo 70 zaústěna dálnice číslo 6 (takzvaná Transizraelská dálnice), dokončená v červnu 2009. Nachal Tut pak pokračuje k jihozápadu mírně zahloubeným údolím, které stále sleduje dálnice číslo 70. U vesnice Bat Šlomo pak ústí zprava do vádí Nachal Dalija, které jeho vody odvádí do Středozemního moře.
Kvůli výstavbě mimoúrovňového křížení dálnic číslo 70 a 6 došlo v lokalitě Ejn Tut v roce 2005 k záchrannému archeologickému výzkumu. Byly zde objeveny pozůstatky z doby dynastie Herodovců (přelom křesťanského letopočtu) a ze středověké éry Mamlúckého sultanátu. Nejcennější je ale nález sídelních vrstev z doby železné s velkými stavbami. Na jednom ze zde objevených drahokamů byl identifikován hebrejský nápis. Další hebrejské nápisy byly přítomné na úlomcích keramiky. Patrně se jednalo o správní středisko, které dosáhlo svého vrcholu koncem 8. století před naším letopočtem.